# Lagartos de Tabasco Fútbol Club
Il Lagartos de Tabasco Fútbol Club è stata una società calcistica messicana con sede a Villahermosa.

## Storia
Il club nacque nel gennaio del 2003 quando al termine del Torneo Invierno 2002 l'Albinegros de Orizaba spostò la sua franchigia nella città di Villahermosa fondando i Lagartos de Tobasco. Prese parte alla Clausura 2003, secondo torneo della stagione 02/03, dove riuscì a qualificarsi per la Liguilla ma fu eliminato ai quarti di finale per mano del Cobras Juárez.
L'Apertura 2003 andò in modo simile al precedente (uscì ai quarti di Liguilla per mano dei Leones Morelos), mentre nei seguenti tornei galleggiò a metà classifica senza più riuscire a qualificarsi ai playoff promozione. Al termine della Clausura 2006 la franchigia fu spostata nella città di Coatzacoalcos, diventando una filiale del Veracruz dal nome Tiburones Rojos de Coatzacoalcos. Il Lagartos cessò di fatto di esistere, mentre per il Torneo seguente venne fondato un nuovo club in città denominato Guerreros de Tabasco.